# Compumail
Compumail eller officielt DCS ApS er en dansk netbutik, som forhandler IT- og elektronikprodukter, samt andre produkter. Virksomheden har hovedkvarter og 6.000 m2 lager i Trige nord for Aarhus. Compumail.dk begyndte med internetsalg af computere, software og hardware i 2002, samtidig med at DCS fungerede som computer- og IT-grossist. De har webshops i Danmark og Sverige. I 2023 havde DCS ApS en samlet omsætning på 1,212 mia. kroner. De har ca. 60 ansatte (2023). DCS ApS ejes af Jørgen Peder Pedersen (80 %) sammen med Daniel Pedersen (10 %) og Thomas Helligsø Kirkeby (10 %).